# Hans-Joachim Winkler

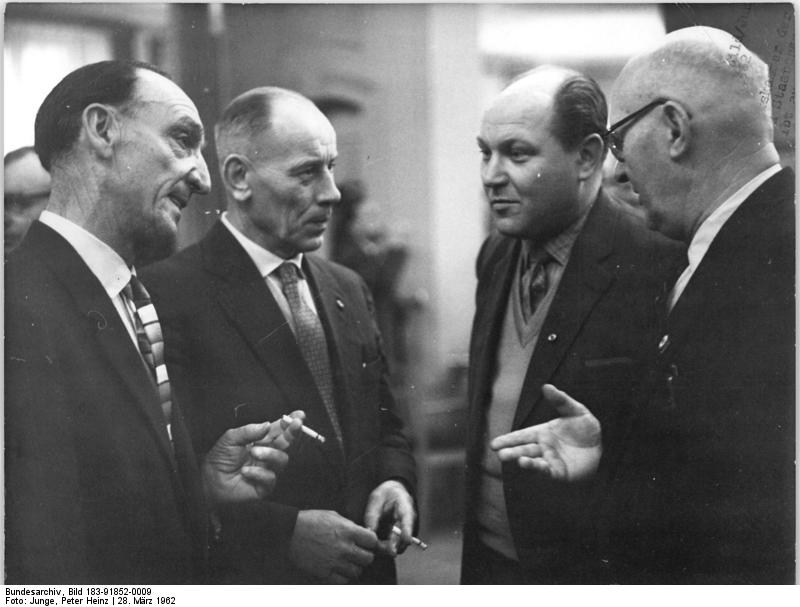
Winkler (2. v. r.) unterhält sich mit weiteren Volkskammerabgeordneten in einer Sitzungspause (28. März 1962).

Hans-Joachim Winkler (* 17. Mai 1928 in Weißenfels; † 1. April 1995 in Halle (Saale)) war ein deutscher Gewerkschafter (FDGB) und Politiker (SED). Er war Vorsitzender der IG Chemie im FDGB, Vorsitzender des Bezirksvorstandes Halle des FDGB und Abgeordneter der Volkskammer der DDR.

## Leben
Winkler, Sohn eines Werkmeisters, besuchte die Volksschule in Weißenfels und in Leuna und absolvierte von 1942 bis 1944 eine Lehre als Elektromonteur. 1944/45 war er zum Kriegsdienst bei der Wehrmacht und geriet in Kriegsgefangenschaft.
Nach seiner Entlassung arbeitete er von 1946 bis 1948 als Monteur für elektrische Kompressoren und Krane in den Leunawerken. 1946 trat er der SED und dem FDGB bei. Er besuchte die Landesjugendschule der FDJ in Düben und die Landesgewerkschaftsschule. Von Januar bis Mai 1949 besuchte er die Landesparteischule, bevor er 1950 an der Parteihochschule „Karl Marx“ studierte. Er qualifizierte sich zum Diplom-Gesellschaftswissenschaftler.
Seit 1950 war er Mitglied der SED-Kreisleitung der Leuna-Werke. Von 1951 bis 1962 war er Vorsitzender der Betriebsgewerkschaftsleitung der VEB Leuna-Werke „Walter Ulbricht“. Von 1950 bis 1963 war er als Mitglied der FDGB-Fraktion Abgeordneter der Volkskammer. Von 1950 bis 1958 war er Mitglied des Ständigen Ausschusses für Auswärtige Angelegenheiten, von 1954 bis 1958 Erster Stellvertreter des Vorsitzenden des Wirtschaftsausschusses und von 1958 bis 1963 Mitglied des Wirtschaftsausschusses der Volkskammer.
Von 1953 bis 1972 war Winkler Mitglied des FDGB-Bundesvorstandes, von 1959 bis 1963 auch Mitglied des Präsidiums des Bundesvorstandes.
Von September 1965 bis Juni 1967 fungierte er als Vorsitzender des Zentralvorstandes der IG Chemie. Von 1968 bis 1972 war er erneut Mitglied des Präsidiums des FDGB-Bundesvorstandes. Von Juni 1967 bis Mai 1971 wirkte er als Vorsitzender des FDGB-Bezirksvorstandes Halle.
Von Mai 1971 bis Juli 1980 war er Sekretär für Wirtschaft der SED-Bezirksleitung Halle und Abgeordneter des Bezirkstages Halle, später wissenschaftlicher Mitarbeiter am Institut für sozialistische Wirtschaftsführung der Technischen Hochschule für Chemie Leuna-Merseburg.

## Auszeichnungen
- Vaterländischer Verdienstorden in Bronze (1969) und in Silber (1974)
- Fritz-Heckert-Medaille in Gold (1976)
- Ehrentitel Verdienter Chemiearbeiter der Deutschen Demokratischen Republik (1977)
- Orden Banner der Arbeit Stufe I (1978)[1]